# Unterhaslach (Unterschwarzach)
Unterhaslach ist ein Weiler auf der Gemarkung Unterschwarzach von Bad Wurzach im Landkreis Ravensburg.

## Lage
Unterhaslach liegt direkt an der Grenze zur Gemarkung von Unterschwarzach und Haisterkirch, einem Gemeindeteil von Bad Waldsee.
Geografisch befindet sich Unterhaslach etwa:
- 500 m nördlich von Oberhaslach
- 750 m westlich der Kreuzung in Eggmannsried
- 750 m östlich von Mauchenmühle
- 800 m nordöstlich vom St. Magnushof
- 1,7 km nordöstlich von Osterhofen[4]

Der Weiler liegt im Naturraum der Riß-Aitrach-Platten (Naturraum-Nr. 41), welche zur Großlandschaft der Donau-Iller-Lech-Platten (Großlandschaft-Nr. 4) gehören.

### Hydrologisch
Der Weiler liegt im Gewässereinzugsgebiet der Umlach, rund 150 m westlich der Siedlung beginnt das Gewässereinzugsgebiet der Osterhofer Ach, einem Nebenfluss der Umlach. Der nordöstliche Teil von Unterhaslach liegt direkt an der Grenze zum Gewässereinzugsgebiet des Mühlbachs, der ebenfalls ein Zufluss der Umlach ist.
Die Umlach fließt über die Riß und die Donau in das Schwarze Meer.

## Verkehrsanbindung
Der nordöstliche Teil von Unterhaslach ist über einen Gemeindeverbindungsweg von der Kreisstraße K 7933 bzw. von Eggmannsried aus in Richtung Mauchenmühle an das Straßennetz angeschlossen.
Der südwestliche Teil des Weiler ist über einen rund 160 Meter langen Weg mit der K 7933 verbunden. Der einzige asphaltierte Weg zwischen den beiden Ortsteilen führt über die K 7933 und ist rund 1,4 km lang, obwohl die direkte Luftlinienentfernung nur etwa 250 Meter ist.
Die K 7933 verläuft nach Südwesten über Osterhofen und Hittelkofen nach Haisterkirch, dort besteht die Möglichkeit, weiter nach Hittisweiler und Menisweiler zu fahren oder nach Haidgau oder Bad Waldsee abzuzweigen. In Eggmannsried kann man von der K 7933 auf die B 465 auffahren, welche   nach Nordosten über Ampfelbronn, Mühlhausen nach Oberessendorf an der B 30 führt und nach Osten über Unterschwarzach, Iggenau, Bad Wurzach und Truschwende zur Auffahrt auf der A 96 kurz vor Leutkirch führt.

### Radverkehr
Die Anbindung von Unterhaslach an das Radnetz variiert aufgrund der zwei Wohnplätzen.
250 m südöstlich vom südwestlichen Teil verläuft der Radweg von Osterhofen nach Eggmannsried. Der Anschluss an das Radnetz Baden-Württemberg ist an der K 7933 auf Höhe des GNNS-Testfelds kurz vor Osterhofen möglich, alternativ besteht die Möglichkeit, über teilweise geschotterte Wege zwischen dem St. Magnushof und Mauchenmühle das Radnetz zu erreichen.
Vom nordöstlichen Teil kann man über den Gemeindeverbindungsweg mit dem Rad nach Eggmannsried fahren (grob 750 m). Alternativ lässt sich das Radnetz in Mauchenmühle erreichen (ca. 1 km), von wo aus es verschiedene Weiterfahrten gibt:
- Nach Osterhofen, etwa 3,3 km
- Nach Mühlhausen, ca. 3,4 km[11]

Ebenso kann man über den Radweg ab Eggmannsried  über Stelzenmühle und Oberhaslach nach Osterhofen fahren: rund 4,1 km.